# Прогноз (компания)
Прогноз — российская компания, разработчик программного обеспечения класса Business Intelligence. Основа всех решений компании — собственная платформа (Prognoz Platform). Штаб-квартира — в Перми. В настоящее время в отношении компании проводится процедура банкротства.

## История
Основана в 1991 году на базе кафедры экономической кибернетики Пермского государственного университета. Первые проекты выполнены для Института экономики Уральского округа и администрации Пермской области. В 1992 году был создан первый вариант программной платформы. Начиная с 1994 года компания выполняет проекты для Министерства экономического развития и торговли РФ и для региональных органов власти, к 1995 году относится реализация первых проектов для Администрации Президента и Аппарата Правительства РФ, Банка России, Счётной палаты РФ. В последующие годы «Прогноз» выходит на рынки США, Китая, Европы, Казахстана, ОАЭ, Украины, Беларуси, Африки.
В 2012 году компания отмечена в магическом квадранте Gartner как нишевой игрок на рынке платформ Business Intelligence. В 2015 году Gartner включило Prognoz Platform в «Магический квадрант платформ углубленной аналитики».
В 2015 году начался кризис в компании, в течение года сотрудникам недоплачивалась зарплата. Резко упало качество программных продуктов, уволилось большинство ведущих специалистов компании. 
С 5 декабря 2017 года в компании назначен конкурсный управляющий. Организация находится в стадии ликвидации.
18 августа 2021 года компания ликвидирована на основании определения Арбитражного суда Пермского края от 28 мая 2021 г. по делу № А50-22272/2016 о завершении конкурсного производства.

## Деятельность
Основные направления деятельности:
- разработка и внедрение заказного программного обеспечения;
- поставка типового и коробочного программного обеспечения;
- сопровождение и техническая поддержка разработанного программного обеспечения;
- ИТ-консалтинг и обучение.

## Показатели
В 2012 году выручка «Прогноза» выросла на 52 % до 4,05 млрд руб.. По результатам 2012 года компания заняла первое место в рейтинге BI-разработчиков России. По данным рейтингового агентства «Эксперт РА» компания находится на третьем месте среди разработчиков ПО России. По итогам 2012 года занимает шестое место среди российских разработчиков программного обеспечения по данным издательского дома «Коммерсант».
В 2015 году выручка составила 2,97 млрд руб., чистая прибыль — 6,64 млн руб.